# Jeff Mills
Jeff Mills (Detroit, 18 giugno 1963) è un disc jockey e produttore discografico statunitense.

## Biografia
Negli anni ottanta, Mills fu un influente disc jockey sull'emittente radiofonica WJLB di Detroit, operando sotto lo pseudonimo The Wizard. I suoi dj set contenevano il meglio del programma notturno del famoso disc jockey Charles Johnson, noto come "The Electrifying Mojo". Le playlist di Mojo erano arricchite dal sapiente lavoro di Mills che realizzava scratch e beat juggling durante i mixaggi di Techno di Detroit, Miami bass, Chicago house e New Wave.
Alla fine degli anni ottanta Mills fondò con "Mad" Mike Banks il collettivo techno Underground Resistance. Prendendo spunto dai Public Enemy nell'Hip Hop, Mills e soci affrontarono l'industria discografica con retorica rivoluzionaria. Vestiti in uniformi da combattimento si definirono Uomini in missione pronti a dare alla techno più contenuto e significato.
Mills non lasciò mai gli UR ufficialmente, ma poco dopo iniziò a produrre i propri lavori solisti. Si trasferì a New York e dopo una breve esperienza a Berlino si stanziò a Chicago. Qui nel 1992 fondò con Robert Hood la sua più importante etichetta discografica, la Axis.
Negli anni successivi nacquero le sottoetichette Purpose Maker, Tomorrow e 6277.
I suoi album ed EP sono perlopiù tracce separate delle sue composizioni, che Mills mixa nei suoi DJ set.
È considerato una leggenda nel Turntablism, per la sua capacità di suonare più di settanta dischi in un'ora.
Nel 2001 si è dedicato alla techno epica con la sua versione della colonna sonora di Metropolis, che ha anche suonato live con il film originale.
Il 16 settembre 2004 ha partecipato ad un dj set di sette ore con Laurent Garnier al Fabric di Londra e due anni dopo il suo lavoro Blue Potential è stato registrato con la Orchestra filarmonica di Montpellier.
Nel 2016 collabora con Jean-Michel Jarre per la realizzazione del brano Circus contenuto nell'album Electronica 2: The Heart of Noise.

## Discografia

### Album
- 1993 Waveform Transmission - Volume 1
- 1994 Waveform Transmission - Volume 3
- 1996 Mix-Up Volume 2 Live at the Liquid Room (DJ set live)
- 1996 Purpose Maker Compilation
- 1997 The other Day
- 1999 From the 21st
- 2000 Every Dog Has Its Day
- 2000 Metropolis (colonna sonora del film di Fritz Lang)
- 2000 The Art of Connecting
- 2000 Lifelike
- 2002 Actual
- 2002 At First Sight
- 2004 Exhibitionist (DJ set live, disponibile anche in DVD)
- 2004 Choice: A Collection of Classics
- 2005 The Three Ages (nuova colonna sonora del film Senti, amore mio (The Three Ages') di Buster Keaton)
- 2005 Contact Special
- 2005 The Mission Objective (DJ set live)
- 2006 Blue Potential
- 2007 One Man Spaceship
- 2008 Gamma Player Compilation Vol 1: The Universe By Night
- 2013 Chronicles of Possible Worlds

### Axis
- AX-001 - Tranquilizer (Mills & Robert Hood)
- AX-003 - One man spaceship
- AX-004 - Mecca
- l'EP di Mills e Hood 'Drama' (1994) è stato ora ripubblicati come AX-041 Suspense/Dramatized
- AX-006 - More Drama
- AX-008 - Cycle 30
- AX-009 - AX-009 Series
- AX-010 - Growth
- AX-011 - Purpose Maker
- AX-012 - Humana
- AX-013 - Tephra
- AX-015 - Other Day EP
- AX-016 - Very (i primi vinili pubblicati erano profumati per 'rafforzare l'idea di influenza attraverso l'interazione'
- AX-018 - Tomorrow EP
- AX-019 - Apollo
- AX-020 - Every Dog has its Day
- AX-021 - Lifelike EP
- AX-022 - Metropolis
- AX-023 - Every Dog has its Day Vol. 2
- AX-024 - UFO / 4 Art
- AX-026 - Every Dog has its Day Vol. 3
- AX-030 - Every Dog has its Day Vol. 4
- AX-036 - See the Light Part 1
- AX-037 - See the Light Part 2
- AX-038 - See the Light Part 3
- AX-039 - Expanded
- AX-040 - The Tomorrow Time Forgot
- AX-041 - Suspense/Dramatized
- AX-043 - Time Mechanic (EP)
- AX-044 - Blade Runner (EP) (ispirato dal film di Ridley Scott)
- AX-048 - Systematic/The Sin
- AX-049 - Alpha Centauri
- AX-052 - Flyby - X-102
- AX-055 - The Good Robot
- AX-103 - Thera EP (1992)

### Purpose Maker
Purpose Maker è l'etichetta funky-tribal-techno di Jeff Mills.
- PM-001 - Java
- PM-002 - Kat Moda
- PM-003 - Force Universelle
- PM-004 - Our Man in Havanna
- PM-005 - Steampit
- PM-006 - Vanishing Act
- PM-007 - Live Series
- PM-008 - Skin Deep
- PM-009 - If/Tango
- PM-010 - Circus
- PM-012 - Jetset
- PM-014 - Electrical Experience
- PM-015 - Divine
- PM-016 - Kana
- PM-020 - The Bells [10th Anniversary]
- PM-021 - Natural World
- PMWCD9601 - Purpose Maker Compilation [CD]
- PMWLP9601 - Purpose Maker Compilation [2xLP]

### Tomorrow
- TW-001 - Preview EP
- TW002 - Memory (Only Promo Copies)
- TW-300 - Sculptures 1-3 CD
- TW-400 - Europa CD
- TW-800 - Time Machines CD

### 6277
- MISSION 01 Elektrabel - Elektrabel EP 2003
- MISSION 02 Hieroglyphic Being - Du Commencement A L'Eternite 2004
- MISSION 03 Elektrabel - Crocks EP 2005
- MISSION 04 Elektrabel - For Various Reasons 2005
- MISSION 05 Sub Space - First Step EP 2005
- MISSION 06 Zachary Lubin - Controllability 2005
- MISSION 07 Various artists (Jeff Mills Mix) - The objective Mission [Top Secret] 2005
- MISSION 08 Trefa - Elektrabel 2006
- MISSION 09 Ben Gibson - No Signify EP 2006
- MISSION 10 CounterPart - The Martian Mystique 2006
- MISSION 11 Johannes Volk - The Mysteries Of Tharsis Montes 2006
- MISSION 12 Jeroen - New Reality

### Tresor Records
- Waveform Transmission Vol. 1
- The Extremist
- Waveform Transmission Vol. 3
- Waveform Transmission Vol. 3 (Detroit Cut)
- Atlantis (pubblicato sotto lo pseudonimo X-103)

## Filmografia
- Killers diretto da David Michael Latt (Killers, 1997)